# Radiant

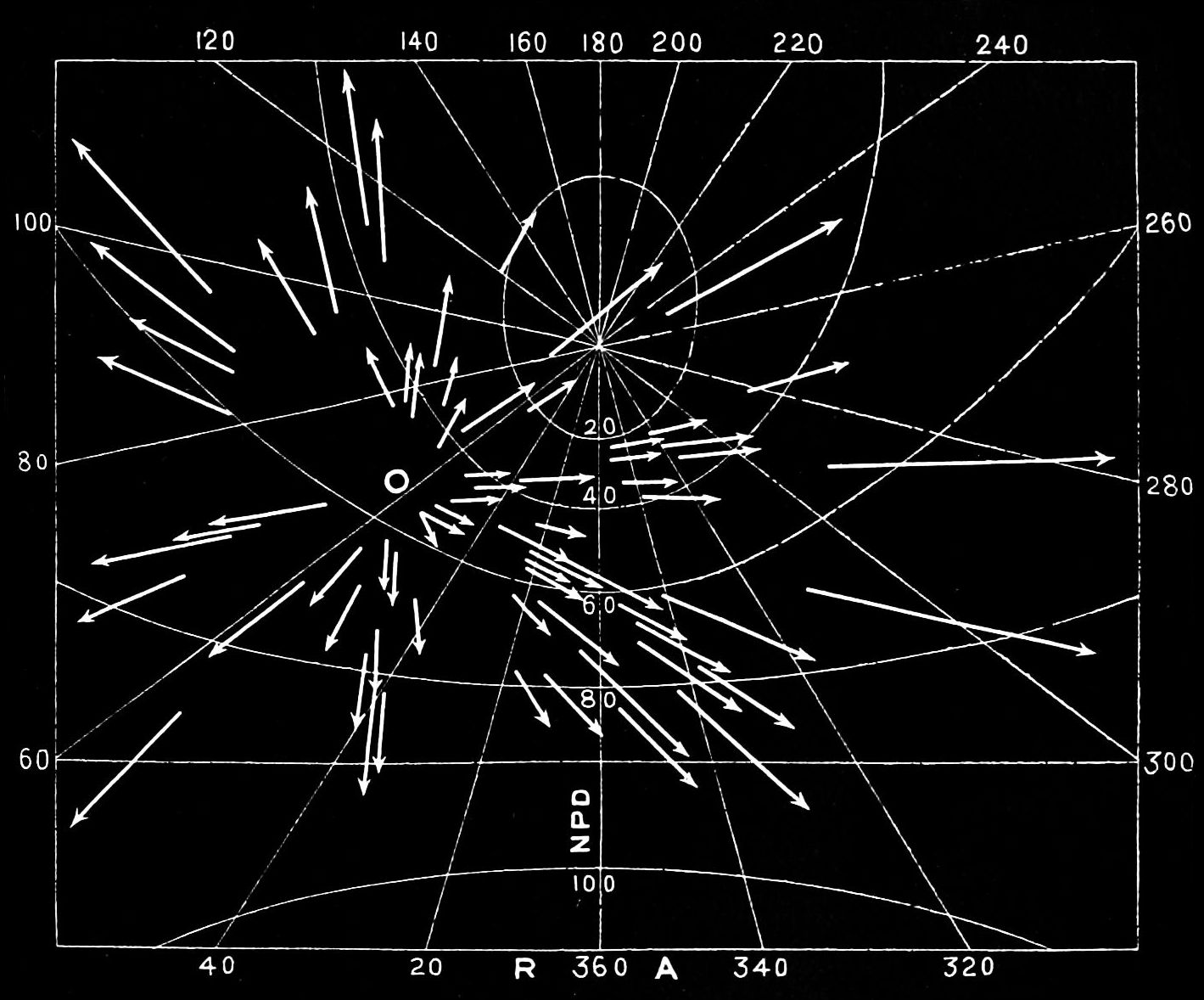
Waargenomen Perseïden. De radiant is gemarkeerd met cirkel.

Wanneer men een meteorenzwerm waarneemt lijken alle meteoren uit één punt te komen, dit punt wordt de radiant genoemd. In feite bewegen alle meteoren uit dezelfde zwerm vrijwel parallel aan elkaar, de radiant is een gevolg van het perspectief, net zoals spoorrails in de verte elkaar lijken te naderen. De plaats van de radiant wordt bepaald door de richting waaronder de meteoroiden de aardatmosfeer raken. Veel meteorenzwermen zijn genoemd naar het sterrenbeeld waarin hun radiant ligt.
Meteorenzwermen kunnen ook met radiogolven waargenomen worden, de ionisatie die de verbrandende meteoren veroorzaken geeft een extra weerkaatsing van verre radiostations. Met radar kunnen deze sporen ook waargenomen worden en kunnen de afstand en snelheid worden bepaald. Op die manier heeft men ook dagzwermen ontdekt. De Tauridenzwerm (nachtzwerm in november) bijvoorbeeld treedt in juli als dagzwerm op. De aardbaan snijdt de baan van deze zwerm dus op twee plaatsen.